# مارغريت يونغ (مغنية)
مارغريت يونغ (بالإنجليزية: Margaret Young)‏ هي مغنية أمريكية، ولدت في 23 فبراير 1891 في ديترويت في الولايات المتحدة، وتوفيت في 3 مايو 1969 في إنغليووود في الولايات المتحدة.

## وصلات خارجية
- مارغريت يونغ على موقع ميوزك برينز (الإنجليزية)
- مارغريت يونغ على موقع ديسكوغز (الإنجليزية)